# Josep Maria Xarrié i Rovira
Josep Maria Xarrié i Rovira (Barcelona, 10 d'octubre de 1943 - 8 de juny de 2013) va ser un restaurador català. Entrà en el món de la restauració d'obres d'art al costat del seu pare Domènec Xarrié i Mirambell, restaurador dels museus municipals de Barcelona des de 1932. Es llicencià en Belles Arts per la Universitat de Barcelona el 1967. Va formar part de l'equip de restauradors del Museu d'Art de Catalunya des de 1960 (excedent des de 1974).
Va ser professor encarregat de la Càtedra de Restauració de la Facultat de Belles Arts de la Universitat de Barcelona des del 1969 fins al 1986. Va dirigir més de divuit mil restauracions com a fundador i director (des de 1981 fins a la seva jubilació el 2009) del Centre de Restauració de Béns Mobles de Catalunya. A més d'haver restaurat personalment obres com el Greco d'Olot, Ciència i Caritat i la Primera Comunió de Pablo Picasso i la imatge de la Mare de Déu de Montserrat, va contribuir en gran part en la restauració del retaule del Conestable de Jaume Huguet. També va ser consultor de la UNESCO per a temes de restauració de béns culturals entre 1978 i 1982, havent realitzat missions de formació i restauració a la República Dominicana, Costa Rica, Mèxic, Guatemala i Brasil.
Va publicar diversos articles així com el llibre Restauració d'obres d'art a Catalunya l'any 2003. El 1995 fou nomenat Acadèmic d'Honor de la Reial Acadèmia Catalana de Belles Arts de Sant Jordi.

## Galeria

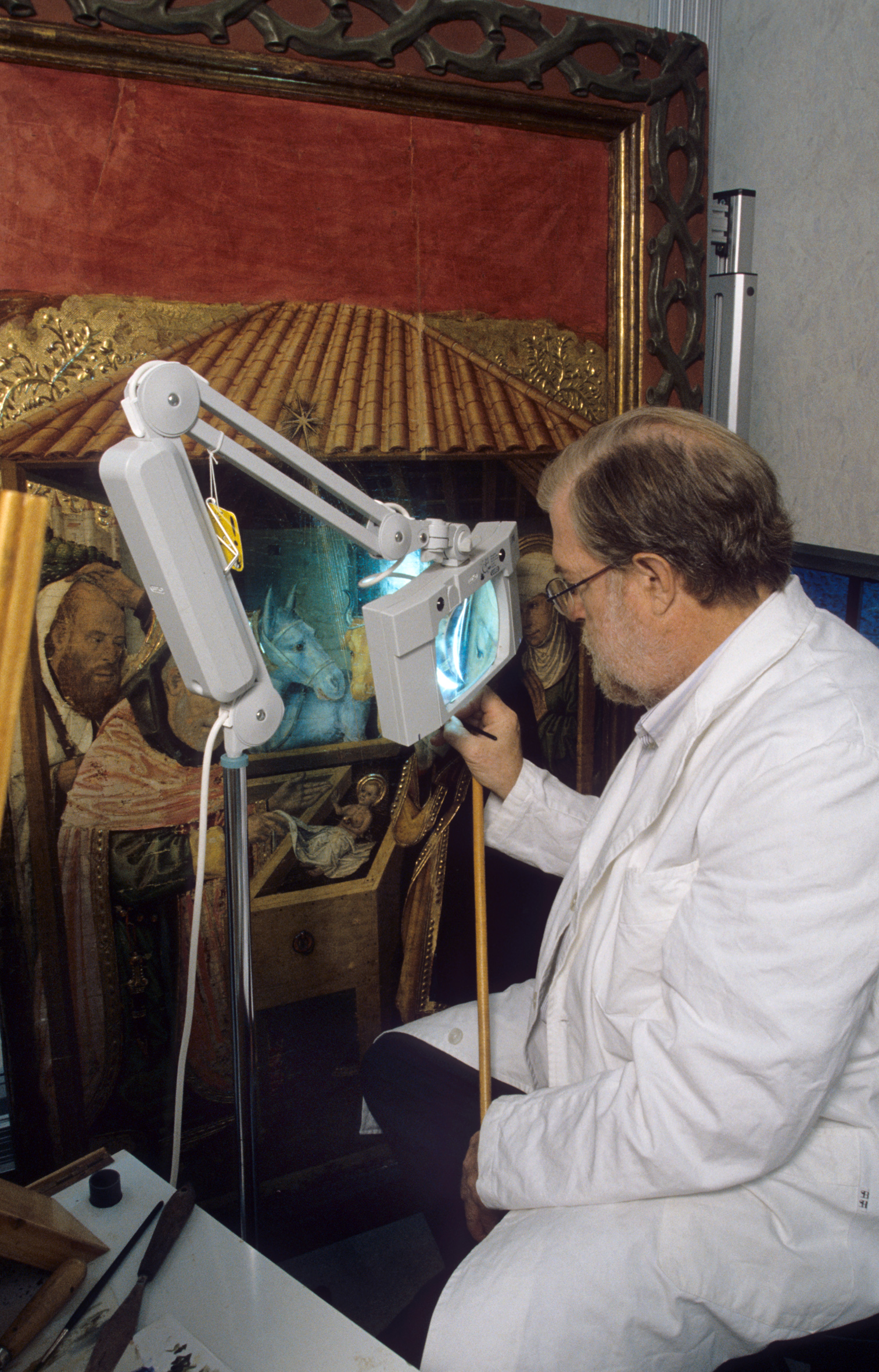
Josep Maria Xarrié i Rovira al Centre de Restauració de Béns Mobles de Catalunya